# Nazionale femminile di pallacanestro di Cipro
La nazionale di pallacanestro femminile di Cipro, selezione composta dalle migliori giocatrici di pallacanestro di nazionalità cipriota, rappresenta Cipro nelle competizioni internazionali femminili di pallacanestro gestite dalla FIBA. È sotto il controllo della Cyprus Basketball Federation.

## Storia
Affiliata alla FIBA nel 1972, la nazionale cipriota ha sempre disputato la Promotion Cup, dove ha conquistato tre terzi posti nel 1993, 1998 e 2002. Fa parte della zona europea della FIBA, nella categoria Division C, riservata alle sole nazionali dei Piccoli Stati d'Europa.
Solo nel 2003 ha partecipato alle qualificazioni per il Campionato europeo, senza però riuscire a qualificarsi, arrivando, nel suo girone, quarta su cinque squadre.

## Piazzamenti

### Campionati europei piccoli stati
- 2021 - 5º

## Formazioni

### Europei dei piccoli stati
Campionato europeo FIBA dei piccoli stati Women 20214 Papadouri, 5 Menelaou, 7 Kasapi, 8 Koniali, 9 Raca, 10 Georgiou, 11 Orlović, 16 Pilakouta, 18 Pangalos, 22 Papaioannou, 25 Christodoulou, 44 Oikonomidou,        All. Marcos Asonitis

## Nazionali giovanili
- Selezioni giovanili della nazionale femminile di pallacanestro di Cipro